# Ponte Sisto
Ponte Sisto – zabytkowy most na Tybrze, znajdujący się w centralnej części Rzymu.

## Historia i architektura
Na miejscu obecnego mostu w 215 roku n.e. wzniesiono Pons Aurelius. Jego nazwa pochodziła od imienia cesarza Marcusa Aureliusa Severusa Antoninusa, znanego szerzej pod przydomkiem Karakalla. Ten zawalił się podczas powodzi w 792.
Obecną konstrukcję wzniesiono w 1475 roku na polecenie papieża Sykstusa IV, od którego pochodzi nazwa mostu. Zbudowano go, by umożliwić bezpośrednią komunikację Zatybrza z resztą miasta. Most składa się z czterech łuków pokrytych trawertynem oraz z okrągłym otworem pośrodku. Ze względu na znaczne zwiększenie natężenia ruchu wzdłuż Tybru, w 1877 zdecydowano się na rozszerzenie mostu poprzez dodanie po obu stronach żeliwnych chodników zawieszonych na wspornikach, które zaprojektował Angelo Vescovali. W 1998 roku zrealizowano projekt renowacji mostu. Usunięto XIX-wieczne chodniki oraz wzniesiono nowe poręcze. 

## Galeria

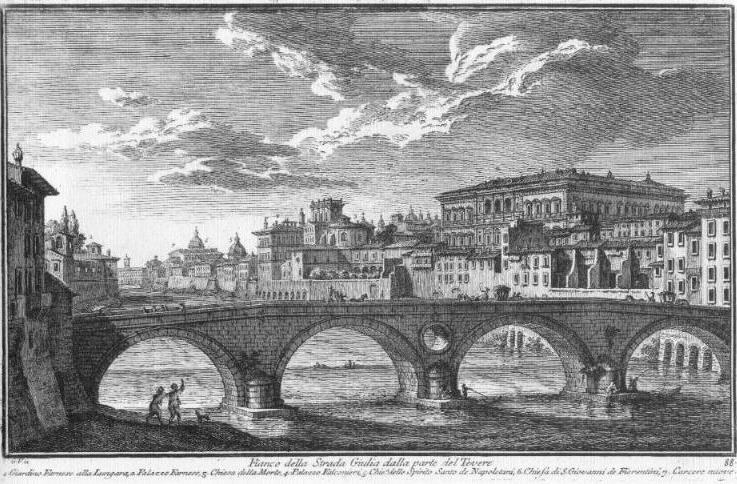
Ponte Sisto na rycinie z 1754
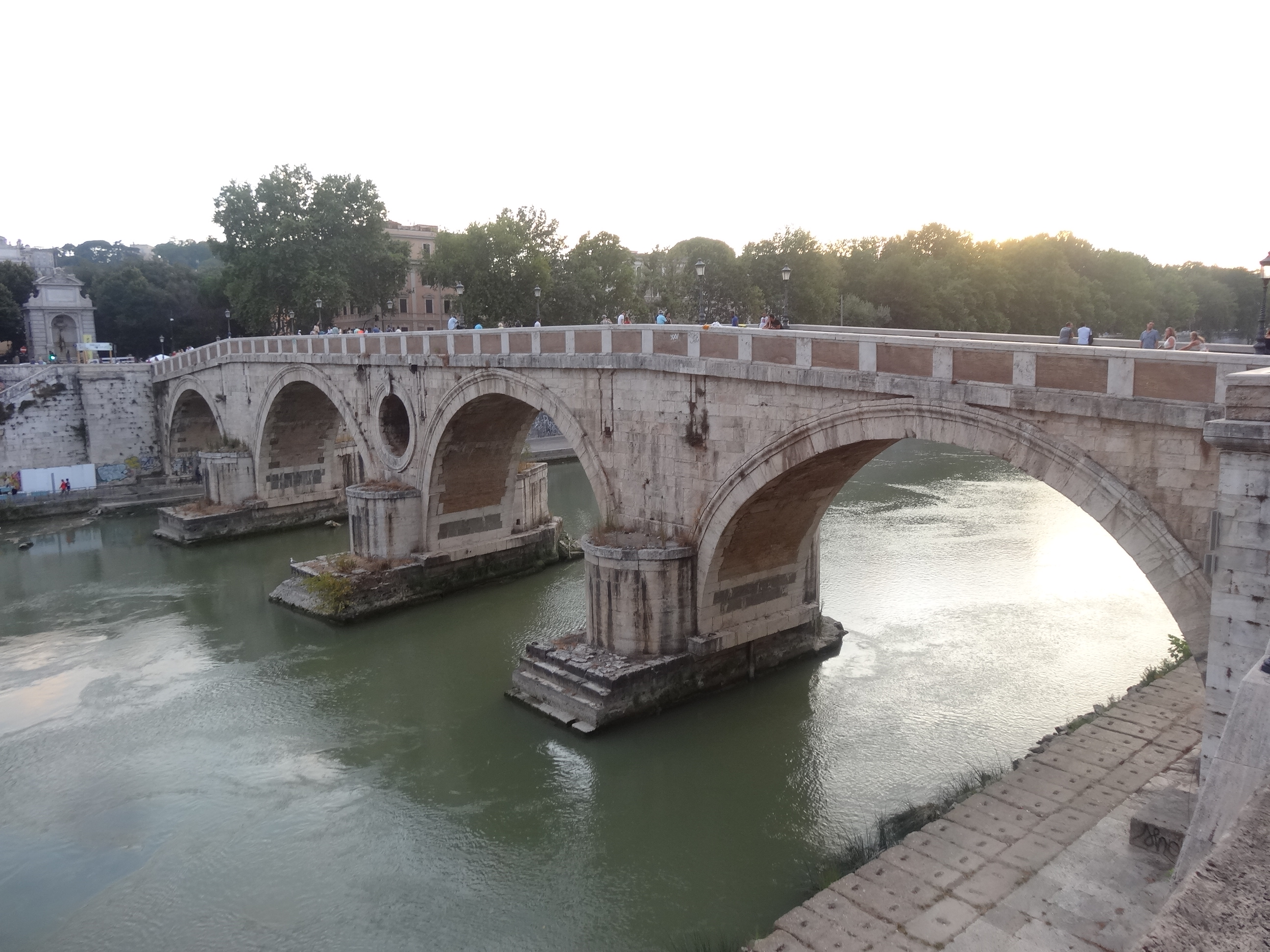
Widok na most z lewego brzegu, ze wschodu
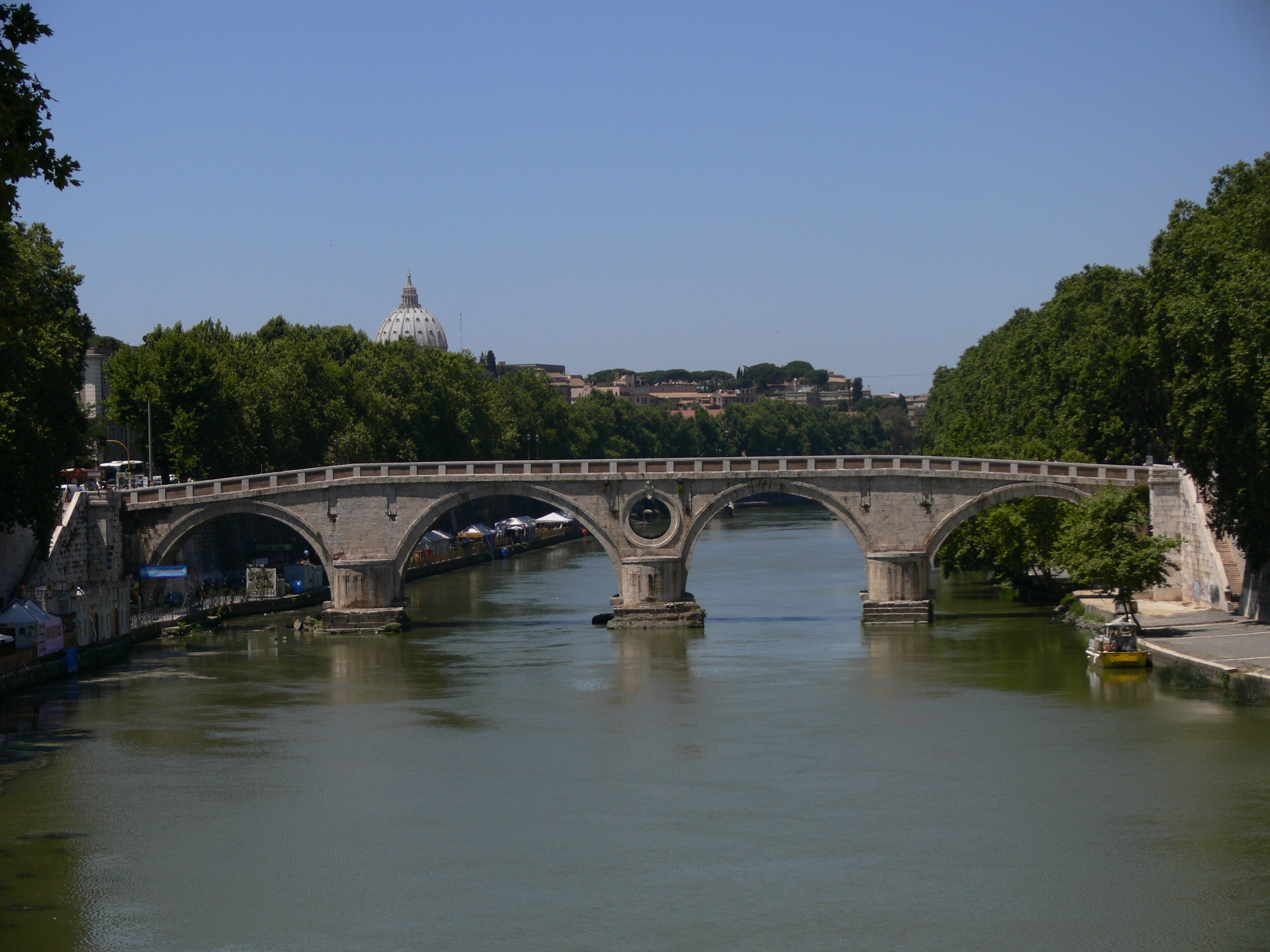
Widok z południowego wschodu, z Lungotevere
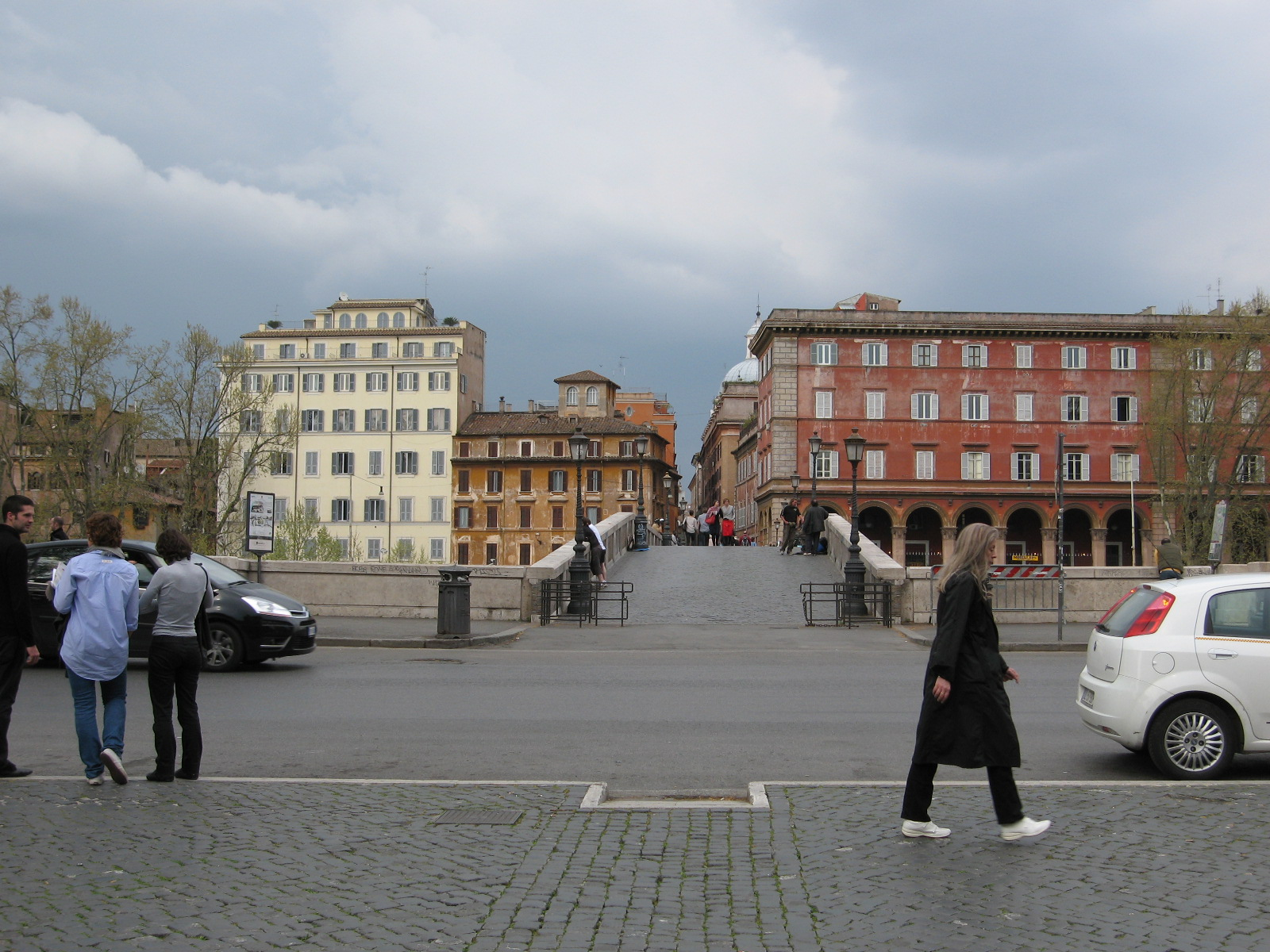
Wejście na most od strony Piazza Trilussa, Zatybrze